# Comtat d'Aargau
El comtat d'Aargau eren una sèrie de comtats al territori d'Aargau. El nom «Aargau», significa «país de l'Aar» (riu Aar + "gau" = país en alemany). Gau era el nom que es donava als districtes germànics de l'Imperi Carolingi. El nom francès Argovie o l'italià i romanx «Argovia» en deriva. Així Aargau fou sempre un nom geogràfic i no de districte; els comtes de l'Aargau foren els comtes de Wetterau, els comtes de Lenzburg i altres menors. La regió fou colonitzada pels germànics alamans a partir del segle iii quan pertanyia a l'Imperi Romà, i progressivament abandonada pels romans; al segle v els alamans hi dominaven completament; al segle VI fou part del regne merovingi dels francs o de les successives divisions d'aquest especialment Borgonya.
El nom d'Aargau o Argòvia apareix per primer cop el 795 quan era una regió de frontera entre el ducat d'Alamània i el de Borgonya, que se la disputaven (in pago Argue), format per la conca de l'Aar des de la unió amb el Reuss i el Limmat fins al Oberland bernes i el llac de Quatre-Cantons, però no el territori del modern cantó d'Argòvia a l'est del Reuss i del Cantó del Jura. Al tractat de Verdun del 843 la riba dreta de l'Aar va quedar pel regne Franc Oriental de Lluís el Germànic i la regió hauria estat incorporada a la diòcesi de Constança. El 861 s'esmenta el pago Aragauginse, però sembla que no era un districte administratiu sinó un nom geogràfic dins els dominis dels conradians (els conradians dominaven el Lahngau i Aargau formava la part meridional). El 894 s'esmenta per primer cop com a part d'un comtat: "in superiori Aragouue in comitatu Hebarhardi", segurament el comte de Lahngau. Al segle X els reis de Borgonya van intentar estendre la seva influència a la zona fins al Reuss; Rodolf II de Borgonya fou derrotat a Winterthur pel duc de Suàbia Burcard II el 919; la feblesa dels rodolfians va afavorir l'autonomia de les senyories locals.
L'aparició d'un poder comtal propi no es pot intuir fins al segle XI quan l'arqueologia data el castell de Lenzburg al cor de l'Argòvia; se sap que alguns castells destinats a protegir a diverses senyories menors són de vers l'any 1000 potser una mica abans, com Kaisten, Tegerfelden i Hallwil. A Tegerfelden els comtes locals semblen una branca dels conradians comtes de Lahngau dominant la regió de Wetteràvia (o Vetteràvia, en alemany Wetterau, part meridional del Lahngau). Els més poderosos comtes de l'Aargau eren els comtes de Lenzburg esmentats des de 1036 sota el comte Ulric I quan eren advocats del capítol de Beromünster, on haurien succeït a predecessors desconeguts; també eren advocats de l'abadia de Säckingen i dominaven el Seetal i la rodalia de Baden (Argòvia) amb el castell de Stein; les seves terres eren un conjunt de possessions disperses sense continuïtat territorial i només lligades per la dependència del comte. A la zona del Reuss la casa dels Habsburg, a l'entorn del castell d'aquest nom construït vers 1030/1040, començava a despuntar; havien fundat un convent a Muri. El país del Wiggertal, a l'oest dels dominis dels Lenzburg, pertanyia als comtes de Froburg, i el Fricktal pertanyia als comtes d'Homberg-Thierstein. Altres nobles destacats foren els senyors o comtes d'Hallwil, de Balm, d'Eschenbach, i de Tegerfelden.
La querella de les investidures a finals del segle XI va trasbalsar la situació: els Lenzburg es van declarar per l'emperador junt al bisbe de Basilea i a l'abat de Sankt Gallen. La caiguda de la casa de Rheinfelden (que tenia les possessions a l'enton de Berthoud a l'Alta Argòvia) va aprofitar al bisbe de Basilea i als Zahringen, però els Lenzburg, mercès al suport imperial, van aconseguir apoderar-se dels béns dels Nellenburg, partidaris del Papa, al Zürichgau.
A la meitat del segle XII tant els Tegernfelden com els Lenzburg eren fidels vassalls dels Hohenstaufen dels quals els darrers foren el principal suport al nord dels Alps. Quan les dues branques dels Lenzburg (Baden i Lenzburg) es van extingir el 1172 i 1173 respectivament, l'emperador Frederic Barba-roja va anar en persona a Lenzburg per regular la successió: els Habsburg van rebre l'advocacia de Säckingen, els drets comtals i altres béns a l'Aargau; la resta dels béns, en concret la senyoria de Lenzburg i l'advocacia de Beromünster, l'emperador els va donar al seu fill Otó, comte palatí, però aquest va morir un temps després (vers 1200), i els comtes de Kiburg van reclamar els drets successoris dels Lenzburg i van expulsar els Hohenstaufen.
El 1218 els Kyburg van heretar els dominis Zahringen al sud del Rin, que incloïen terres a l'alta Argòvia i preparava el camí per crear un domini territorial entre l'Oberland de Berna i el llac de Constança; però les senyories menors amb castells s'havien multiplicat i els Kyburg mai els van poder dominar tots; a més tenien uns poderosos rivals en els Habsburg; el 1223 van heretar els dominis dels comtes d'Homberg al Fricktal; aquestes terren van passar a la meitat del segle XXIII a la branca junior dels Habsburg, els Habsburg-Laufenburg quan Albert IV i Rodolf III es van repartir els dominis.
Els Kyburg es van extingir el 1264 i Rodolf IV d'Habsburg (després emperador Rodolf I) va recollir la successió eliminant altres hereus. Vers 1300 van comprar als Froburg la vila de Zofingue amb la seva seca de moneda, i la fortalesa d'Aarburg, dominant un poble elevat al rang de vila. El 1330 van adquirir Rheinfelden i van forçar als petits senyors a esdevenir els seus vassall, o bé van comprar les seves terres a canvi de càrrecs, de feus o altres beneficis; el centre dels dominis dels Habsburg va passar a Lenzburg, més ben adaptat a la vida de la cort i en posició millor. Els comtes de Habsbourg-Laufenburg residien a la fortalesa de Laufenburg.
La resistència feudal va culminar el 1308 amb l'assassinat d'Albert I d'Habsburg, per feudals de Balm, Eschenbach i Tegerfelden. Les senyories dels culpables foren desmantellades el que va accelerar la construcció del gran estat Habsburg. L'Aaargau va passar a ser interessant per les ciutats confederades de Berna, Lucerna i Zúric. Berna ambicionava les terres de l'Alta Argòvia que havien passat a una branca dels Kyburg, els Kyburg-Berthoud. Els Habsburg van tractar repetidament d'evitar el conflicte. després de la guerra de Sempach (1385-1389), els confederats van poder conservar les seves adquisicions al sud d'Argòvia però encara no controlaven la regió central entre Baden i Zofingue. Els Habsburg-Àustria van comprar el 1386 el Fricktal als Habsburg-Laufenburg, que el van poder seguir administrant en feu, però el van annexionar com a feu vacant el 1408.
De la història particular dels comtes de Tegerfelden no se sap gran cosa; Freien de Tegerfelden hauria construït el castell al segle XI, i li van donar el nom de la vila de Tegerfelden, que segurament era el centre de la senyoria de Weetteràvia (Wetterau); des de llavors s'haurien titular comtes però no foren reconeguts. Haurien estat feudataris dels Hohenstaufen la major part del segle XI, i dels Kyburg al segle XIII. Vers 1170-1179 Ulric III de Tegerfelden apareix com a bisbe de l'abadia de Chur. Més tard el baró Walter es va casar amb Ida de Klingens. Amb l'extinció dels Kyburg el 1263/1264 va passar als Habsburg. Conrad IV de Tegerfelden fou finalment reconegut com a comte pels Habsburg, i fou tutor del duc Joan de Suàbia (de la casa dels Habsburg); la reacció feudalista de 1308 amb l'assassinat d'Albert I, en la que Conrad IV va participar, hauria suposat la desaparició del comtat; Conrad va haver de fugir i va viure com a pastor d'ovelles a la regió prop del seu castell, fins que va morir; el castell fou demolit i els Habsburg hi van dominar fins al 1415. El títol comtal va passar a través de la seva neta a la família Wetter (que foren els Wetter-Tegerfelden).
El 1415 la regió d'Argòvia fou conquerida pels confederats als Habsburg. Berna obtingué la part sud-occidental (Zofingen, Aarburg, Aarau, Lenzburg, i Brugg). Alguns districtes anomenats Freie Ämter o Administració lliure (Mellingen, Muri, Villmergen, i Bremgarten), junt amb Baden passaren a mans dels confederats com a comú de diversos membres de la confederació. El 1798 la part bernesa esdevingué cantó d'Argòvia i la resta (el Fricktal) fou cedit a França i va formar el 1802 el cantó dit de Rheinfelden (o a vegades de Baden). El 1803, les dues meitats s'uniren com a cantó d'Argòvia, i esdevingué membre de ple dret de la Confederació.